# 郎位九
后髮座18，又名BD+24 2464，HD 108722、SAO 82333、HR 4753，是后髮座的一颗恒星，视星等为5.48，位于銀經243.07，銀緯84.2，其B1900.0坐标为赤經12h 24m 26.9s，赤緯+24° 84.2′ 43″。